# Abraham Bloemaert
Abraham Bloemaert (1566, Gorinchem- 27 de enero de 1651, Utrecht), fue un pintor neerlandés y grabador a buril y aguafuerte. Es el más famoso de la familia de artistas Bloemaert.

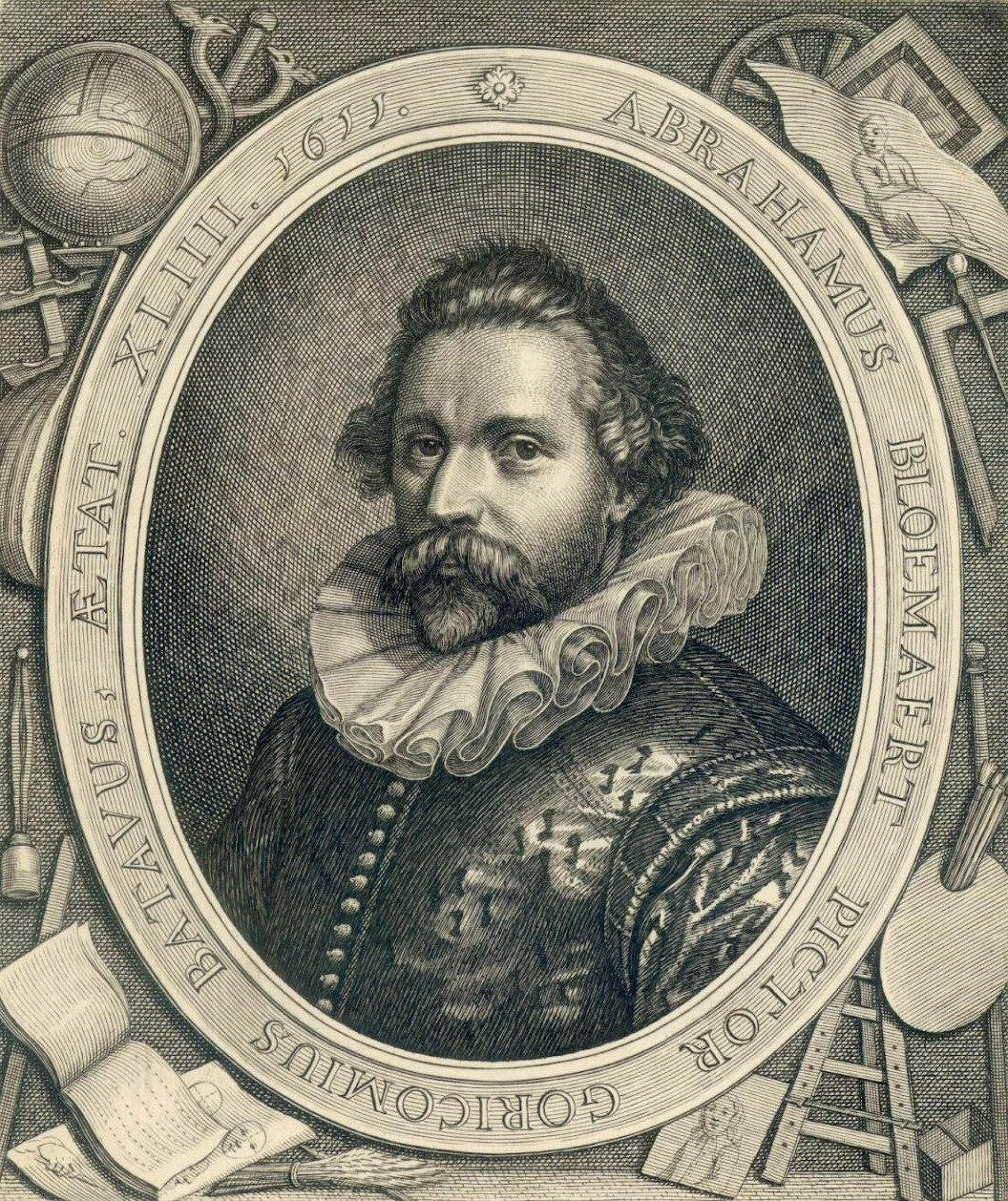
El pintor Abraham Bloemaert en 1611, a los 44 años de edad, según un grabado que copia un retrato pintado por Paulus Moreelse conservado en el Centraal Museum de Utrecht.

## Biografía
Bloemaert era hijo de Cornelis Bloemaert, pintor, escultor y arquitecto. Se trasladó con su familia a Utrecht en 1575, donde Abraham fue primero alumno de Gerrit Splinter (alumno de Frans Floris) y de Joos de Beer, en cuyos talleres trabajó. A los dieciséis años marchó a París, donde estuvo tres años; allí estudió con varios maestros, entre ellos Jean Bassot. Conoció la obra de Tussaint Dubreuil. A su regreso a su país natal en 1583 recibió más formación por parte de Hieronymus Francken. Se considera, no obstante, que el pintor que verdaderamente le influye es Frans Floris de Vriendt, quien representa el manierismo neerlandés. 
Hacia 1591-93, su padre Cornelis Bloemaert marchó a Ámsterdam, convirtiéndose en el maestro de obras de dicha ciudad. Con él fue Abraham. Allí tuvo seis hijos: Hendrick, Cornelis, Judith, Hugo, Adriaan y Frederik. Todos, excepto Judith y Hugo, se convirtieron en pintores y/o grabadores.
Más tarde se estableció de forma definitiva en Utrecht. En 1611 aparece como maestro del gremio de pintores de Utrecht, fundado ese mismo año por Paulus Moreelse y otros. Desde esa fecha hasta 1628 fue inspector del gremio y, se convirtió en decano en el año 1618. Tenía instalado su taller en la iglesia del monasterio de las clarisas.

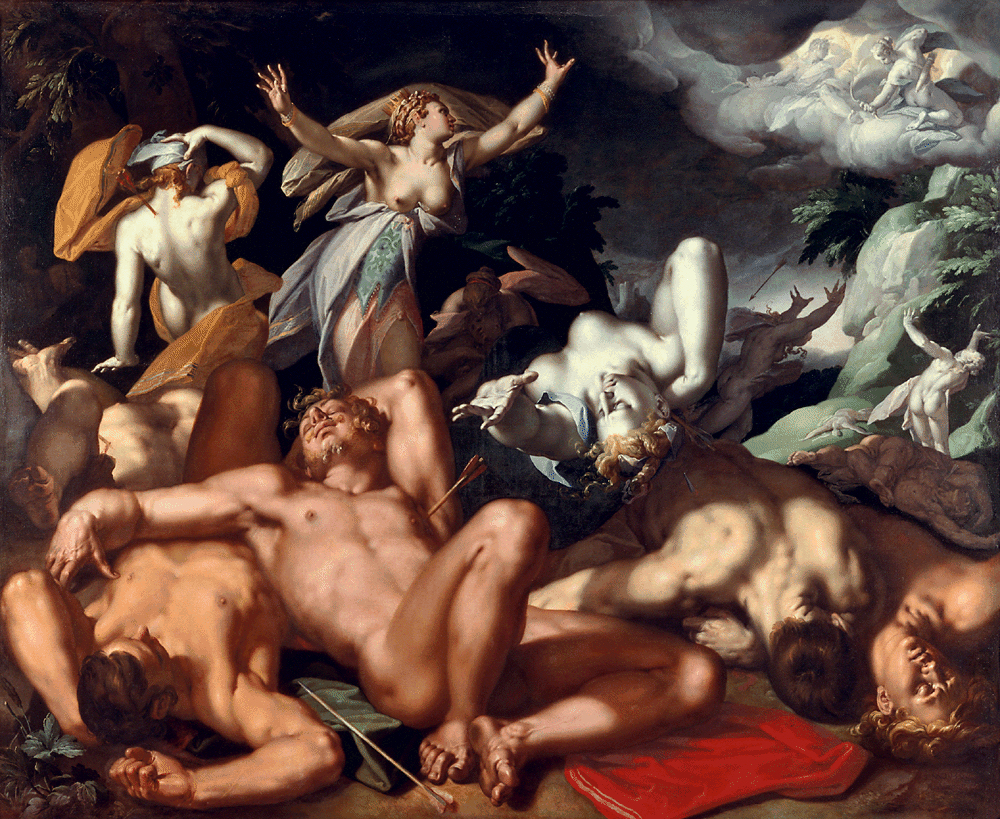
Niobe lamentando la muerte de sus hijos (1591; Copenhague, Statens Museum for Kunst).

Debido a su prestigio y longevidad, tuvo múltiples discípulos y aprendices. Entre sus alumnos estuvieron sus cuatro hijos, Hendrick, Frederik, Cornelius y Adriaan (todos los cuales lograron una reputación considerable como pintores o grabadores), así como los dos Honthorst, Ferdinand Bol, Jacob Gerritsz Cuyp, Poelenburgh, Herman van Swanevelt, Wybrand de Gest, Wouter Crabeth, Jan van Bijlert, Jan Baptist Weenix, Terbrugghen y Both.

## Estilo
Es un pintor a caballo entre el manierismo del siglo XVI y la época de Rembrandt. Durante la mayor parte de su carrera cultivó un manierismo tardío, de influencia italiana. A partir de 1620, evolucionó hacia el naturalismo tenebrista de Caravaggio, pero no de manera directa ya que nunca estuvo en Italia, sino a través de los llamados caravaggistas de Utrecht. De todas formas, se mantuvo al margen del feísmo de otros tenebristas y realmente no se salió de cierto clasicismo que recuerda a Annibale Carracci y su familia.
Destacó más como colorista que como dibujante. No obstante, también tenía facilidad para el dibujo. Fue extremadamente productivo. Fue muy apreciado como aguafortista.
Cultivó todos los géneros de la pintura: temas históricos y alegóricos dramáticos y llenos de figuras, bodegones, retratos, pinturas de animales y de flores. En cuanto al paisaje, además de pintar cuadros bucólicos, con pastores y cabañas, reviste siempre gran importancia en el resto de sus composiciones, y lo representa con un gran naturalismo. Son sus paisajes lo que más influyó en pintores posteriores, en particular a través de la publicación del Tekenboek, un libro de dibujos suyos reproducidos en grabado por su hijo Frederick. De este libro, la edición considerada mejor se produjo casi un siglo después, en 1740.

## Obras

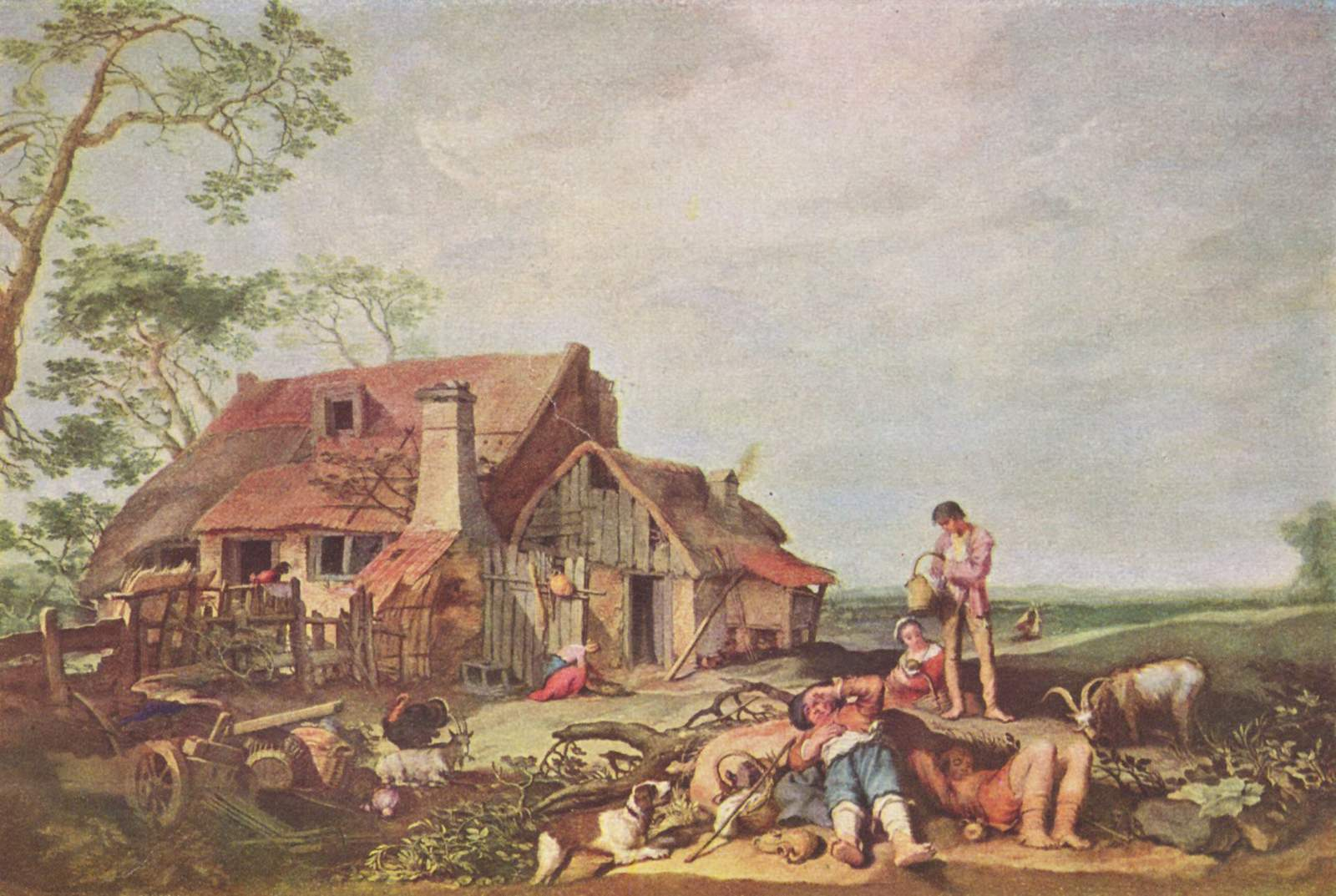
Paisaje con campesinos descansando, 1650, óleo sobre lienzo, 91 x 133 cm (Berlín, Gemäldegalerie, Staatliche Museen zu Berlin - Preussischer Kulturbesitz).

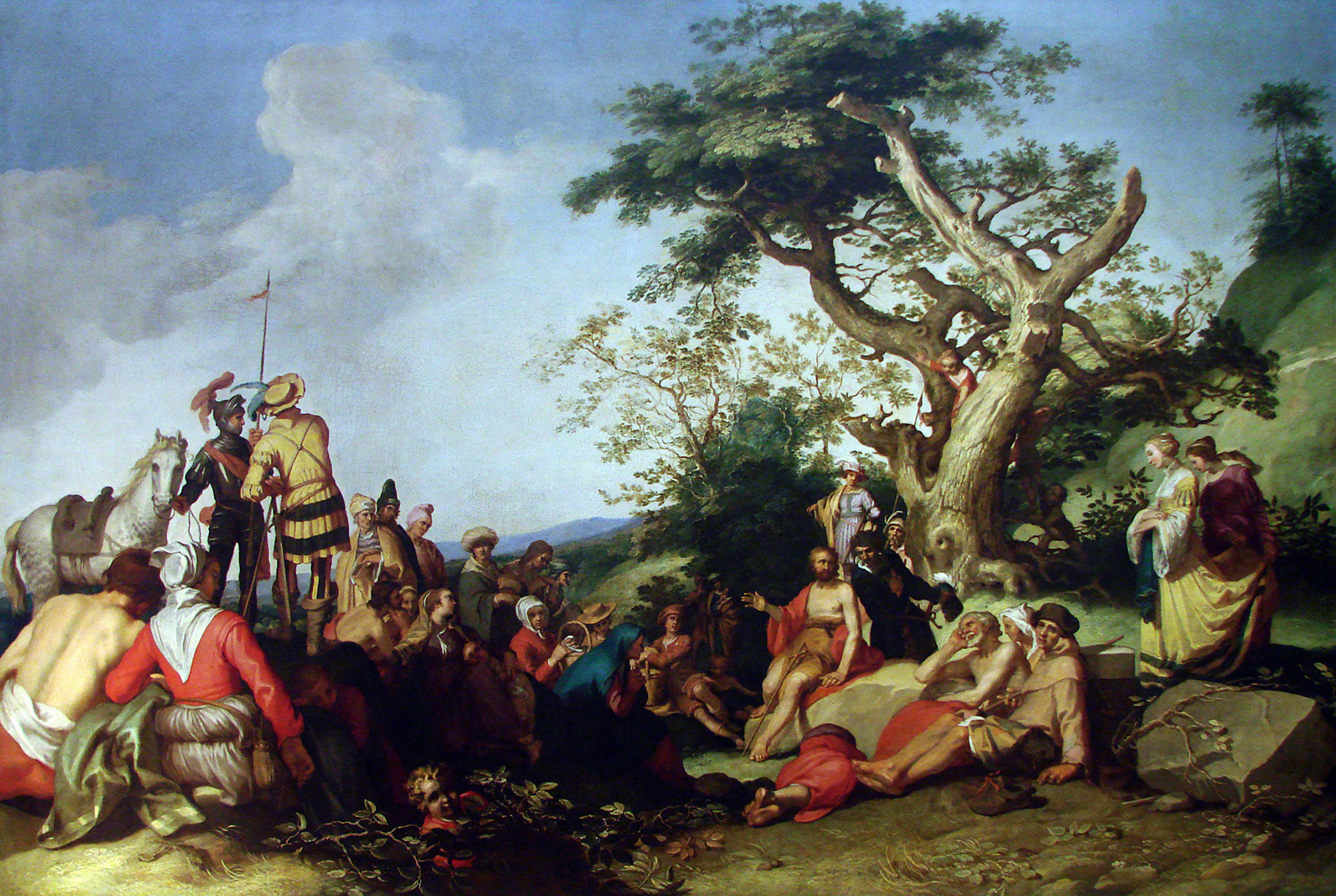
La predicación de san Juan Bautista (h. 1620; Museo de Bellas Artes de Nancy).

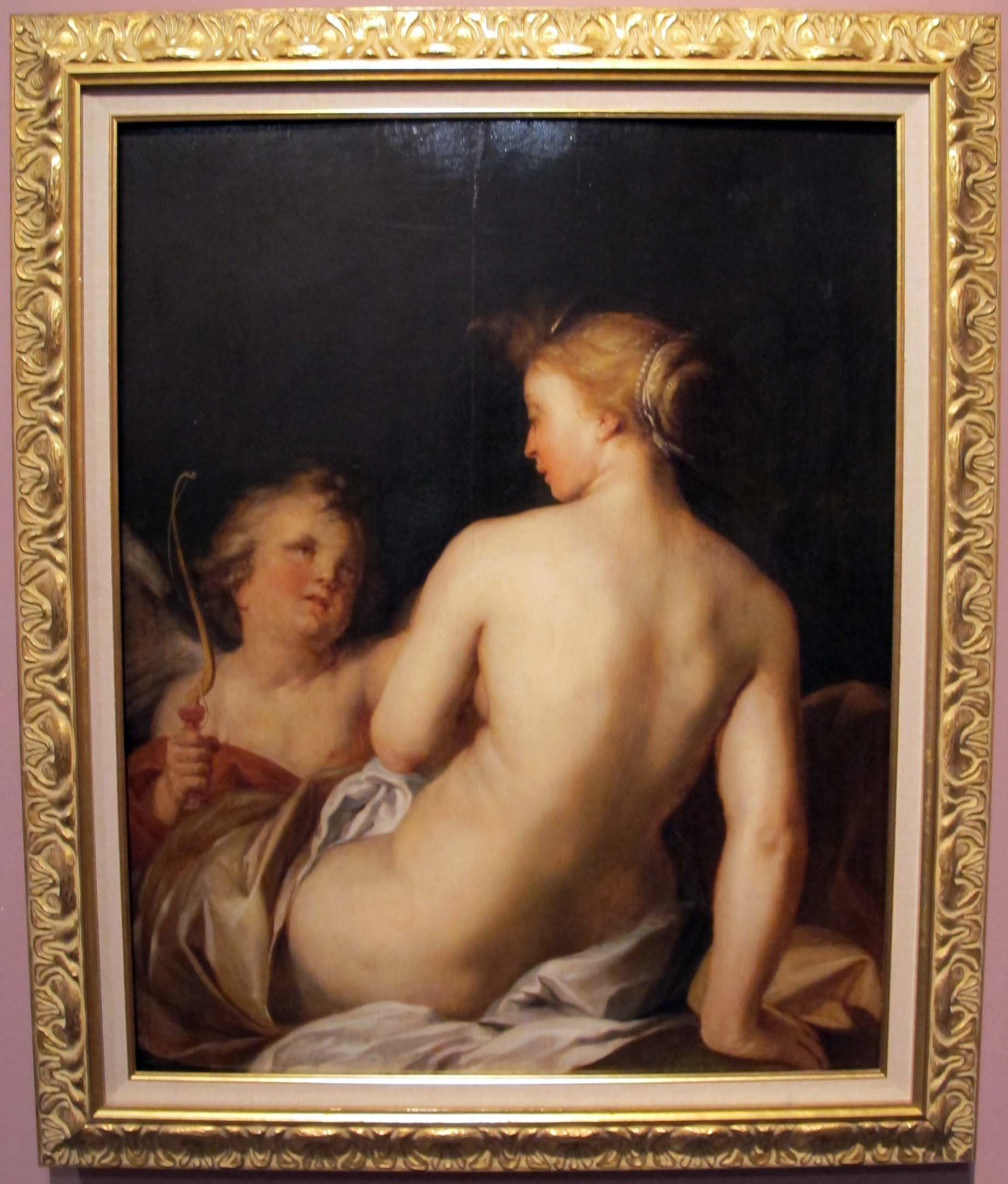
Venus y Amor.

- Bodas de Tetis y Peleo, 1590-1593, Mauritshuis
- Moisés golpeando la roca, Museo Metropolitano de Arte de Nueva York
- Judith mostrando al pueblo la cabeza de Holofernes, Kunsthistorisches, Viena.
- Predicación de San Juan Bautista, Rijksmuseum, museos de Nancy, Brunswick, Statens Museum for Kunst de Copenhague
- La Resurrección de Lázaro, 1607, Alte Pinakothek, Múnich
- La Adoración de los Magos, 1612, Museo del Louvre, París
- La Magdalena Penitente, 1619, Museo de Bellas Artes, Nantes
- El Cristo de Emaús, 1622, Museos reales de Bellas Artes de Bélgica, Bruselas
- La Crucifixión, 1623, Museo de Utrecht
- El anuncio a los Pastores, Museo Frans Hals, Haarlem
- Adoración de los Magos, Museo de Utrecht, 1624; Museo de Grenoble
- Descanso durante la Huida a Egipto, Museo de Utrecht; 1632, Rijksmuseum
- Venus y Adonis, 1632, Statens Museum for Kunst, Copenhague
- Latona y los campesinos, 1646, Museo de Utrecht
- Retrato de mujer, Museo de Arte, Filadelfia
- Retrato de hombre, 1647, Museo de Utrecht
- Paisaje con campesinos descansando, 1650, Gemäldegalerie, Staatliche Museen, Berlín
- Muerte de los hijos de Níobe, 1651, SMfK, Copenhague
- Lot y sus hijas (120 x 220 cm), óleo sobre lienzo (redescubierto en 2006 por Alain Béjard y Dimitri Joannidès, Instituto Alicem, Luxemburgo